# Estanislao Esteban Karlic
Estanislao Esteban Karlic (ur. 7 lutego 1926 w Olivie, zm. 8 sierpnia 2025) – argentyński duchowny katolicki, kardynał, w latach 1986–2003 arcybiskup Parany.

## Życiorys
Urodził się w rodzinie chorwackich emigrantów. Skończył kolegium Montserrat w Cordobie. Od młodości był członkiem argentyńskiej Akcji Katolickiej. W 1947 wstąpił do seminarium w Cordobie. Rok później wyjechał do Rzymu, gdzie studiował filozofię i teologię na Papieskim Uniwersytecie Gregoriańskim.
Święcenia kapłańskie otrzymał w Rzymie 8 grudnia 1954. W latach 1955–1963 uczył w seminarium w Cordobie. W 1965 uzyskał doktorat na Papieskim Uniwersytecie Gregoriańskim. Wykładał na Wydziale Teologii w Buenos Aires i na Katolickim Uniwersytecie w Cordobie.
6 czerwca 1977 został mianowany biskupem tytularnym Castrum i biskupem pomocniczym w Cordobie. Sakrę biskupią przyjął 15 sierpnia.
19 stycznia 1983 został koadiutorem w Paranie i administratorem apostolskim sede plena. 1 kwietnia 1986 objął urząd arcybiskupa.
W 1987 Jan Paweł II mianował go członkiem komitetu redakcyjnego Katechizmu Kościoła Katolickiego. W latach 1996–2002 był przewodniczącym Konferencji Episkopatu Argentyny.
Reprezentował argentyński episkopat na Konferencji Episkopatu Ameryki Łacińskiej i Karaibów w Puebli (1979) oraz na Synodzie Biskupów o pojednaniu i pokucie (1983). Był konsultorem Papieskiej Komisji ds. Ameryki Łacińskiej (1989–2000), relatorem na IV Konferencji Ogólnej Episkopatu Ameryki Łacińskiej i Karaibów w Santo Domingo (1992), przewodniczącym Komisji ds. Papieskiego Kolegium Latynoamerykańskiego (1992–1994).
W 1997 Jan Paweł II mianował go specjalnym sekretarzem Specjalnego Zgromadzenia Synodu Biskupów poświęconego Ameryce.
27 maja 2004 otrzymał doktorat honoris causa Papieskiego Katolickiego Uniwersytetu Santa María de los Buenos Aires.
Na konsystorzu z dnia 24 listopada 2007, z nominacji Benedykta XVI, został włączony do grona kardynałów prezbiterów z tytułem Beata Maria Vergine Addolorata a piazza Buenos Aires. Po śmierci kard. Alexandra do Nascimento 28 września 2024 roku, został najstarszym żyjącym kardynałem. Najstarszym kardynałem był do 7 grudnia 2024 - do chwili kreacji Angelo Acerbiego.